# Showgirl: The Greatest Hits Tour
Showgirl: The Greatest Hits Tour er en koncertturne af den australske sangerinde Kylie Minogue. Minogue var oprindeligt planlagt at udføre i Australien og Asien, men hun blev tvunget til at aflyse, da hun blev diagnosticeret med brystkræft. Hun genoptog turneen den 11. november 2006 med en koncert i Sydney med et revideret sæt liste og nye kostumer. Turen skønnes at have indtjent over 19,9 millioner dollar i Storbritannien alene.

## Sanger
Akt 1: Showgirl
- "Overture" (Instrumental introduction)
- "Better the Devil You Know"
- "In Your Eyes"
- "Giving You Up"
- "On a Night Like This"

Akt 2: Smiley-Kylie
- Medley:
  - "Shocked"
  - "What Do I Have to Do?"
  - "Spinning Around" (indeholder uddrag fra "Step Back in Time")

Akt 3: Denial
- "In Denial" (virtuel duet med Neil Tennant)
- "Je Ne Sais Pas Pourquoi"
- "Confide in Me"

Akt 4: What Kylie Wants, Kylie Gets
- "Red Blooded Woman" (indeholder uddrag fra "Where the Wild Roses Grow")
- "Slow"
- "Please Stay"

Akt 5: Dreams
- "Over the Rainbow"
- "Come into My World"
- "Chocolate"
- "I Believe in You"
- "Dreams"

Akt 6: Kyliesque
- "Hand on Your Heart"
- "The Loco-Motion"
- "I Should Be So Lucky"
- "Your Disco Needs You"

Akt 7: Minx in Space
- "Put Yourself in My Place"
- "Can't Get You Out of My Head"

Encore
- "Especially for You"
- "Love at First Sight"

## Turnedatoer
| Dato           | By         | Land         | Sted                                      |
| -------------- | ---------- | ------------ | ----------------------------------------- |
| Europa         |            |              |                                           |
| 19. marts 2005 | Glasgow    | Skotland     | Scottish Exhibition and Conference Centre |
| 20. marts 2005 | Glasgow    | Skotland     | Scottish Exhibition and Conference Centre |
| 22. marts 2005 | Glasgow    | Skotland     | Scottish Exhibition and Conference Centre |
| 23. marts 2005 | Glasgow    | Skotland     | Scottish Exhibition and Conference Centre |
| 24. marts 2005 | Glasgow    | Skotland     | Scottish Exhibition and Conference Centre |
| 26. marts 2005 | Paris      | Frankrig     | Zénith de Paris                           |
| 27. marts 2005 | Rotterdam  | Nederlandene | Ahoy Rotterdam                            |
| 28. marts 2005 | Antwerpen  | Belgien      | Sportpaleis                               |
| 30. marts 2005 | Wien       | Østrig       | Wiener Stadthalle                         |
| 31. marts 2005 | München    | Tyskland     | Olympiahalle                              |
| 1. april 2005  | Basel      | Schweiz      | St. Jakobshalle                           |
| 3. april 2005  | Aalborg    | Danmark      | Gigantium                                 |
| 4. april 2005  | Hamburg    | Tyskland     | O2 World                                  |
| 5. april 2005  | Köln       | Tyskland     | Lanxess Arena                             |
| 7. april 2005  | Dublin     | Irland       | Point Theatre                             |
| 8. april 2005  | Dublin     | Irland       | Point Theatre                             |
| 9. april 2005  | Dublin     | Irland       | Point Theatre                             |
| 11. april 2005 | Dublin     | Irland       | Point Theatre                             |
| 12. april 2005 | Dublin     | Irland       | Point Theatre                             |
| 15. april 2005 | Birmingham | England      | National Exhibition Centre                |
| 16. april 2005 | Birmingham | England      | National Exhibition Centre                |
| 17. april 2005 | Birmingham | England      | National Exhibition Centre                |
| 19. april 2005 | Birmingham | England      | National Exhibition Centre                |
| 20. april 2005 | Birmingham | England      | National Exhibition Centre                |
| 21. april 2005 | Birmingham | England      | National Exhibition Centre                |
| 23. april 2005 | Manchester | England      | Manchester Evening News Arena             |
| 24. april 2005 | Manchester | England      | Manchester Evening News Arena             |
| 26. april 2005 | Manchester | England      | Manchester Evening News Arena             |
| 27. april 2005 | Manchester | England      | Manchester Evening News Arena             |
| 28. april 2005 | Manchester | England      | Manchester Evening News Arena             |
| 30. april 2005 | London     | England      | Earls Court Exhibition Centre             |
| 1. maj 2005    | London     | England      | Earls Court Exhibition Centre             |
| 2. maj 2005    | London     | England      | Earls Court Exhibition Centre             |
| 4. maj 2005    | London     | England      | Earls Court Exhibition Centre             |
| 5. maj 2005    | London     | England      | Earls Court Exhibition Centre             |
| 6. maj 2005    | London     | England      | Earls Court Exhibition Centre             |
| 7. maj 2005    | London     | England      | Earls Court Exhibition Centre             |